# Liste der Ämter der Fürstpropstei Ellwangen
Diese Liste nennt die Ämter der Fürstpropstei Ellwangen.

## Ämter
| Amt                | Amtssitz       | Gründung | Orte am Ende des HRR | Aufgegangen in    | Anmerkung |
| ------------------ | -------------- | -------- | --- | ----------------- | --------- |
| Amt Ellwangen      | Ellwangen      | 0        | Ellwangen, Dalkingen, Rosenberg, Schrezheim, Schwabsberg, Altmannsweiler, Connenweiler, Dankoltsweiler, Eggenroth, Eichenrain, Eigenzell, Frankenreuthe, Geiselroth, Hinter- und Vorder-Steinbühl, Hohenberg, Holbach, Leinenfürst, Muckenthal, Neunheim, Oberdeufstetten, Rattstadt, Riegersheim, Ramsenstruth, Rindelbach, Rotenbach, Roth, Saverwang, Schleifhäusle, Schönau, Stocken, Unterknausen und eine Reihe von Höfen | Oberamt Ellwangen |           |
| Amt Heuchlingen    | Heuchlingen    | 1609     | Abtsgmünd, Dewangen, Göggingen, Heuchlingen, Fach, Bernhardsdorf, Hangendenbuch, Hinterbüchelberg, Holzleuten, Oberrombach, Reichenbach, Rodamsdörfle, Altschmiede, Stöcken, Vorderbüchelberg, Wilflingen, Wöllstein und eine Reihe von Höfen | Oberamt Aalen     |           |
| Amt Kochenburg     | Kochenburg     | 0        | Kochenburg, Oberkochen, Unterkochen, Beuren, Glashütte, Himmlingen, Reslau, Simmisweiler, Unterrombach und eine Reihe von Höfen | Oberamt Aalen     |           |
| Amt Rötlen         | Rötlen         | 1471     | Ellenberg, Pfahlheim, Röhlingen, Stödtlen, Wört, Beersbach, Birkenzell, Breitenbach, Erpfenthal, Gerau, Gorgenstadt, Halheim, Haisterhofen, Hardt, Haselbach, Hintersteinbach, Hirlbach, Hochgreut, Killingen, Konradsbronn, Kraßbronn, Neunstadt, Niederroden, Rippach, Rötlen, Schmalenbach, Steigberg und eine Reihe von Höfen                                                                                               | Oberamt Ellwangen |           |
| Amt Tannenburg     | Tannenburg     | 0        | Bühlerthann, Bühlerzell, Bühler, Halden, Fronroth, Gerabronn, Hausen bei Hall, Heilberg, Hettensberg, Hinter- und Vordergantenwald, Holenstein, Kammerstatt, Kottspiel, Mangoldshausen, Rappoltshofen, Senzenberg, Vorder- und Hinteruhlberg, Untersontheim und eine Reihe von Höfen | Oberamt Ellwangen |           |
| Amt Wasseralfingen | Wasseralfingen | 1545     | Wasseralfingen, Hofen, Westhausen, Attenhofen, Baiershofen, Buch, Dettenroden, Elberschwenden, Jarsthausen, Oberalfingen, Onatsfeld, Reichenbach, Treppach und eine Reihe von Höfen | Oberamt Aalen     |           |

## Kapitelsche Ämter
| Amt                           | Amtssitz   | Gründung | Orte am Ende des HRR                                                                                  | Aufgegangen in             | Anmerkung                                               |
| ----------------------------- | ---------- | -------- | --- | -------------------------- | ------------------------------------------------------- |
| Amt Jagstzell                 | Jagstzell  | 0        | Jagstzell, Weiler und eine Reihe von Höfen                                                            | Oberamt Ellwangen          |                                                         |
| Amt Neuler                    | Neuler     | 0        | Neuler, Pommertsweiler, Bronnen, Ebnat, Gaishardt, Ramsenstruth, Schwenningen, Sulzdorf und zwei Höfe | Oberamt Ellwangen          |                                                         |
| Amt Raustetten                | Raustetten | 0        | Raustetten, Rielingsstetten, Schopflohe, Oelrichsbronn, Bühlingen                                     | Landgericht Oettingen      | Exklave in der Grafschaft Oettingen. Kam 1803 zu Bayern |
| Amt Stimpfach                 | Stimpfach  | 1608     | Stimpfach, Siglershofen, Weipertshofen, Randenweiler, Großenhub und eine Reihe von Höfen              | Oberamt Honhardt-Stimpfach | Exklave in der Markgrafschaft Ansbach                   |
| Stabs- und Rentamt Nördlingen |            | 0        | Anhausen, Zolbingen                                                                                   | 0                          | Exklave in der Grafschaft Oettingen                     |

## Weitere Besitzungen
| Amt                    | Amtssitz    | Erwerb | Orte am Ende des HRR                                        | Aufgegangen in | Anmerkung |
| ---------------------- | ----------- | ------ | ----------------------------------------------------------- | -------------- | --------- |
| Herrschaft Waldstetten | Waldstetten | 1703   | Waldstetten, Unterböbingen, Weilerstoffel und dem Lindenhof | Oberamt Gmünd  |           |